# Зарда (блюдо)
Зарда (хинди ज़र्दा, урду زردہ‎‎, бенг. জর্দা) — традиционное блюдо из варёного сладкого риса (сладкий плов), родом с  Индийского субконтинента, приготовленное из шафрана, молока и сахара и приправленное кардамоном, изюмом, фисташками или миндалём.
Название «зарда» происходит от персидского слова «зард» (زرد‎), означающего «жёлтый», потому что шафран, добавленный в рис, придаёт ему жёлтый цвет. Зарда отдалённо напоминает зерде, традиционный турецкий десерт, и шолезард, традиционный иранский десерт, названия которых имеют такое же происхождение, однако, в отличие от них, представляет собой рассыпчатый десертный шафрановый плов, а не густой кашеобразный рисовый пудинг с шафраном.
Зарду обычно подают в конце обеда после основных блюд. На Индийском субконтиненте зарда была и остаётся популярным десертом в особых случаях, например, на свадьбах.
Часто в Пакистане, кроме шафрана, служащего и красителем и пряностью, добавляют несколько дополнительных пищевых красителей, поэтому зёрна риса в такой зарде имеют несколько цветов. Кроме того, фрукты из варенья (мураббы) и орехи являются неотъемлемой частью праздничной зарды. Нередко в блюдо добавляют также изюм и прочие сухофрукты. Наконец, в некоторых торжественных случаях плов украшают сладкими шариками из индийского творога хоя, напоминающими гулаб джамун.
Ещё в Могольской Индии у зарды была вариация с добавлением небольших жареных кусочков сладкого мяса. Такой вариант назывался «мутанджан». Считается, что мутаджан был одним из любимых блюд падишаха Шах-Джахана, строителя Тадж-Махала. Это блюдо из риса готовили для гостей на специальных банкетах.
Ассирийцы также готовят это блюдо (с тем же названием), которое обычно делают во время Великого поста, то есть без использования мясных и молочных продуктов.